# Delegierten-Commission
Die Delegierten-Commission (D.C.) war der erste Hundezuchtverband Deutschlands.
Sie wurde  am 26. April 1879 gegründet und hat die Rassestandards für deutsche Hunderassen festgesetzt, erst Jagdhunde, später Luxushunde, und für ausländische Hunderassen übersetzt und für Deutschland verwendet und eingeführt. Die Delegierten-Commission gab im Jahre 1880 das erste Deutsche Hunde-Stammbuch (D.H.St.B.) für alle Rassen heraus. Die Delegierten-Commission war neben dem Deutschen Kartell für Hundewesen (DKH) Gründungsmitglied der  Fédération Cynologique Internationale (FCI) von 1911.
Vorläufer der Delegierten-Commission war der 1878 gegründete Verein zur Veredelung der Hunderassen für Deutschland in Hannover. Dieser Verein wiederum entstand aus dem 1839 gegründeten Verein Hannoverscher Jagdverein.
Aus dem DKH, der DC und dem Verband von Vereinen zur Prüfung von Gebrauchshunden zur Jagd (JGV, später JGHV) wurde am 1. Oktober 1933 der Reichsverband für das Deutsche Hundewesen (RDH) gegründet. DKH, DC und JGV lösten sich auf den 31. Dezember 1933 auf.